# Aragón
Aragón je řeka ve Španělsku, po níž byla pojmenována Aragonie. Je to jeden z nejdelších přítoků řeky Ebro. Aragón pramení v údolí Astún v provincii Huesca ve výšce 2 050 m n. m.
Přítoky Aragónu jsou: Gas, Lubierre, Candanchú, Estarrún, Aragón Subordan, Veral, Eska, Iratí, Regal, Onsella, Zidacos, Arga.